# Свифт, Джереми
Джереми Свифт (англ. Jeremy Swift; род. 27 июня 1960, Стоктон-он-Тис) — британский актёр. Он изучал драму в Гилфордской школе актёрского мастерства с 1978 по 1981 года и работал почти исключительно в театре в течение 1980-х годов. В этот период он также появлялся в многочисленных телевизионных рекламных роликах. В 1990-х годах он играл в Национальном театре вместе с Дэвидом Теннантом и Ричардом Уилсоном в постановке Филлиды Ллойд «Что видел дворецкий».
Свифт снимался в таких фильмах, как детектив Роберта Олтмена «Госфорд-парк» (2001), историческая драма Майкла Эптеда «Удивительная лёгкость» (2006) и семейный приключенческий фильм «Мэри Поппинс возвращается» (2018). Он также появлялся в телесериалах «Ярмарка тщеславия» (1998), «Война Фойла» (2013–2015), «Аббатство Даунтон» (2013–2015), «Дарреллы» (2016) и «Сокровище нации» (2016). В 2021 году он был номинирован на премию «Эмми» за лучшую мужскую роль второго плана в комедийном телесериале за роль Лесли Хиггинса в телесериале «Тед Лассо».

## Биография
Свифт родился в Стоктон-он-Тис, графство Дарем. Оба его родителя были учителями музыки. В 2000-х годах Свифт появился в «Госфорд-парке», играя лакея Артура, и в «Оливере Твисте» Романа Полански в роли мистера Бамбла. Для BBC3 он сыграл Барри в культовом хите «Курилка» и имел театральный хит «Вечеринка Эбигейл», последнюю постановку в старом театре Хэмпстед и их самый продолжительный трансфер в Вест-Энд.
В 2009 году он сыграл главную роль в «Шоу антикваров», фильме основанном на реальных событиях про фальсификатора произведений искусства Шона Гринхолша, для BBC2 вместе с Лиз Смит и Питером Воном, Дьякона в экранизации рассказа Антона Чехова «Дуэль», а также снялся в «Человеке-каноэ», телевизионной драме 2010 года, основанной на деле об исчезновении Джона Дарвина
Он снялся в независимом британском художественном фильме «По наклонной», который является комедией о четырёх мужчинах, пытающихся пройти «Прогулку от побережья к побережью» Альфреда Уэйнрайта, которая вышла в 2014 году, и в которой также снимались Нед Деннехи, Карл Теобальд и Ричард Ламсден. Фильм был снят Джеймсом Раузом, а сценарий был написан Торбеном Беттсом.
Свифт также является композитором, в число его работ входит музыка к сериалу «Оборотни: Выжившие во тьме» (Wide-eyed Entertainment) для каналов Discovery и ITV global.
На ITV Свифт играл Септимуса Спратта, дворецкого вдовствующей графини, в телесериале «Аббатство Даунтон» в течение трёх сезонов и был замечен в роли Денниса, слуги графини Мавродаки (Лесли Карон) в эпизодах сериала «Дарреллы». Он также играл избирательного агента Гленвила Харриса в последних двух сезонах телесериала «Война Фойла». Он играл Гудинга в «Мэри Поппинс возвращается», который вышел в 2018 году.
В 2020 году он сыграл роль Лесли Хиггинса в шоу Apple TV+ «Тед Лассо», за которую в 2021 году был номинирован на премию «Эмми» в категории «Лучший актёр второго плана в комедийном сериале».

## Личная жизнь
Свифт женат на актрисе Мэри Роско (которая играет его жену, Джули Хиггинс, в сериале «Тед Лассо»), с которой он познакомился во время работы над пьесой. У них двое усыновленных детей. Он опытный джазовый музыкант и, как Хиггинс, играет на контрабасе в одном из эпизодов телесериала «Тед Лассо».

## Фильмография
| Год       |   | Русское название                   | Оригинальное название         | Роль                                |
| --------- | - | ---------------------------------- | ----------------------------- | ----------------------------------- |
| 1986      | ф | Мистер Любовь                      | Mr. Love                      | мальчик в проекционной комнате      |
| 1991      | с | Актёрская жизнь для меня           | An Actor's Life For Me        | Вальдемар Кристофф                  |
| 1995—1996 | с | Ближайшие родственники             | Next of Kin                   | Ант                                 |
| 1996      | с | Дэлзил и Пэскоу                    | Dalziel and Pascoe            | Дейв Ферни                          |
| 1997—1998 | с | Слепой человек                     | Blind Men                     | Грэм Холдкрофт                      |
| 1997—1998 | с | Гранд                              | The Grand                     | Дэвид Джеффрис                      |
| 1998      | с | Роджер Роджер                      | Roger Roger                   | Викарий                             |
| 1998      | с | Чисто английское убийство          | The Bill                      | Грэм Торнли                         |
| 1998      | с | Ярмарка тщеславия                  | The Bill                      | Джон Седли                          |
| 1999      | с | Майами 7                           | Miami 7                       | Стюарт                              |
| 2000      | с | Десятое королевство                | The 10th Kingdom              | гость бала                          |
| 2001      | с | Барбара                            | Barbara                       | Эрик                                |
| 2001      | ф | Зияющая синева                     | Tmavomodrý svet               | капрал Пирс                         |
| 2001      | ф | Госфорд-парк                       | Gosford Park                  | Артур                               |
| 2003      | ф | Убить короля                       | To Kill a King                | граф Уитби                          |
| 2004      | с | Дневники Алана Кларка              | The Alan Clark Diaries        | Найджел Лоусон                      |
| 2004—2005 | с | Курилка                            | The Smoking Room              | Барри                               |
| 2004—2017 | с | Катастрофа                         | Casualty                      | Ноа Фитч, Лайонел Уизерс            |
| 2005      | с | 55 градусов северной широты        | 55 Degrees North              | Джереми Фенвик                      |
| 2005      | ф | Оливер Твист                       | Oliver Twist                  | мистер Бамбл                        |
| 2006—2019 | с | Доктора                            | Doctors                       | различные роли                      |
| 2006      | ф | Удивительная лёгкость              | Amazing Grace                 | дворецкий Ричард                    |
| 2006      | ф | Ты готов к любви?                  | Are You Ready for Love?       | Джеймс                              |
| 2007—2009 | с | Секретные агенты                   | M.I. High                     | Сайлас Фентон                       |
| 2007      | ф | Мальчик А                          | Boy A                         | Дэйв                                |
| 2007      | ф | Фред Клаус, брат Санты             | Fred Claus                    | эльф Боб                            |
| 2009      | с | Красный карлик                     | Red Dwarf                     | Нодди                               |
| 2009      | с | Жители Ист-Энда                    | EastEnders                    | Адриан                              |
| 2009      | с | Закон Гарроу                       | Garrow’s Law                  | Уильям Гроув                        |
| 2010      | ф | Дуэль                              | Anton Chekhov's The Duel      | дьякон                              |
| 2011      | с | Холби Сити                         | Holby City                    | Джим Форчун                         |
| 2012      | с | Королевский телохранитель          | The Royal Bodyguard           | управляющий отелем                  |
| 2012      | с | Одна ночь                          | One Night                     | Доминик                             |
| 2013      | с | Быть человеком                     | Being Human                   | Эмиль                               |
| 2013      | с | Граф Артур Стронг                  | Count Arthur Strong           | Колин                               |
| 2013—2015 | с | Война Фойла                        | Foyle's War                   | Гленвил Харрис                      |
| 2013—2015 | с | Аббатство Даунтон                  | Downton Abbey                 | Септимус Спратт                     |
| 2014      | с | Багровое поле                      | The Crimson Field             | старший сержант Реджи Сопер         |
| 2014      | ф | По наклонной                       | Downhill                      | Стив                                |
| 2015      | с | Инспектор Джордж Джентли           | Inspector George Gently       | Стюарт Макмиллан                    |
| 2015      | ф | Восхождение Юпитер                 | Jupiter Ascending             | Василий Болотников                  |
| 2016      | с | Гудини и Дойл                      | Houdini and Doyle             | доктор Генри Уитакер                |
| 2016      | с | Дарреллы                           | The Durrells                  | Деннис                              |
| 2016      | с | Сокровище нации                    | National Treasure             | Саймон                              |
| 2016      | с | Лунный камень                      | The Moonstone                 | докор Кэнди                         |
| 2017      | с | Страйк                             | Strike                        | Оуэн Куин                           |
| 2017      | ф | Отпетый мачо                       | Gun Shy                       | Чарли                               |
| 2018      | с | Плебеи                             | Plebs                         | Антониус                            |
| 2018      | с | Жажда странствий                   | Wanderlust                    | Нил Беллоус                         |
| 2018      | ф | Мэри Поппинс возвращается          | Mary Poppins Returns          | Гамильтон Гудинг / Барсук (озвучка) |
| 2019      | с | Доктор Мартин                      | Doc Martin                    | Майлс Грин                          |
| 2020—2023 | с | Тед Лассо                          | Ted Lasso                     | Лесли Хиггинс                       |
| 2024      | с | Дорогуша                           | Sweetpea                      | Норман                              |
| 2024      | с | О всех созданиях — больших и малых | All Creatures Great and Small | мистер Босворт                      |
| 2024      | ф | Наследники: Возвышение Рэд         | Descendants: The Rise of Red  | Мерлин                              |
| 2024      | ф | Воображаемый друг                  | The Imaginary                 | мистер Бантинг                      |

## Награды и номинации
| Год  | Награда                        | Категория                                                  | Работа                    | Результат | Прим.  |
| ---- | ------------------------------ | ---------------------------------------------------------- | ------------------------- | --------- | ------ |
| 2017 | Премия Гильдии киноактёров США | Лучший актёрский состав в драматическом сериале            | Аббатство Даунтон         | Номинация | [ 6 ]  |
| 2019 | Премия CinEuphoria             | Лучший состав - Международный конкурс                      | Мэри Поппинс возвращается | Номинация | [ 7 ]  |
| 2021 | Голливудский творческий альянс | Лучший актер второго плана в стриминговом сериале, комедия | Тед Лассо                 | Номинация | [ 8 ]  |
| 2021 | Эмми                           | Лучшая мужская роль второго плана в комедийном телесериале | Тед Лассо                 | Номинация |        |
| 2021 | Премия Гильдии киноактёров США | Лучший актёрский состав в комедийном сериале               | Тед Лассо                 | Номинация | [ 9 ]  |
| 2022 | Премия Гильдии киноактёров США | Лучший актёрский состав в комедийном сериале               | Тед Лассо                 | Победа    | [ 10 ] |
| 2023 | Премия Гильдии киноактёров США | Лучший актёрский состав в комедийном сериале               | Тед Лассо                 | Номинация | [ 11 ] |